# Undantag (fastighetsrätt)

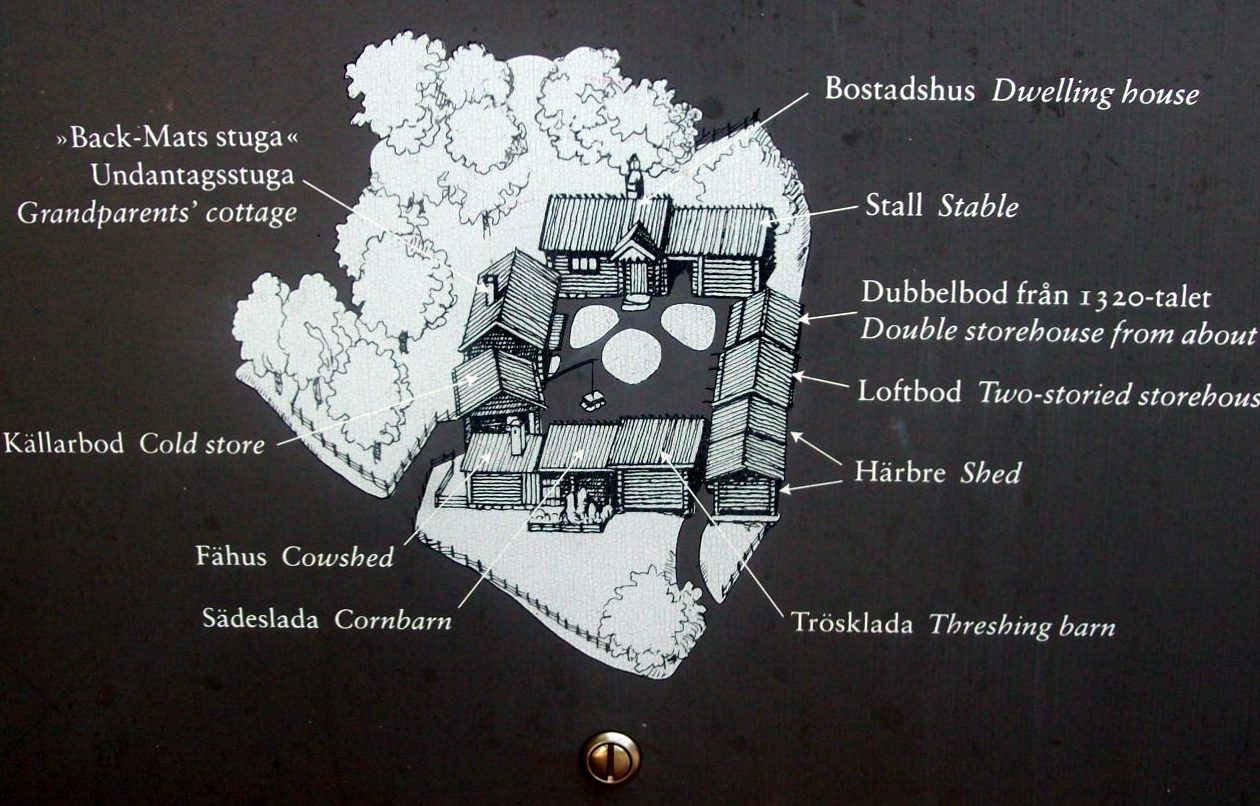
Karta över Moragården på Skansen. Undantagsstugan "Back-Mats stuga" syns till vänster om bostadshuset.

Med undantag eller undantagskontrakt, i Finland sytning, menas rätt för säljaren att för sin återstående livstid behålla brukanderätt till en mindre bostad eller ett mindre jordområde som undantas från köparens rätt att förfoga över den överlåtna fastigheten. Förmånstagaren behåller sin rätt även om fastigheten skulle säljas vidare. Den som överlåtit egendom med undantagskontrakt kallas till exempel undantagsman, undantagsänka, sytningshjon, eller sytningstagare.
Undantagskontrakt förekommer alltjämt i till exempel Finland, men deras betydelse har minskat. Att "sitta på undantag" har i Skandinavien varit vanligt inom bondeklassen, också vid överlåtelse av en jordbruksfastighet från en generation till nästa. Att överlåta gården "i förtid", det vill säga medan bonden ännu var i livet, kan ses som en pensionsliknande förmån för den åldrade generationen. Ofta byggdes en mindre stuga på ägorna som det äldre paret fick bo i. Bruket har lämnat avtryck i svenskt ortnamnsskick där det är vanligt med mindre ägonamn som Farfarshagen eller Mormors undantag.
Även andra förmåner har kunnat omfattas av ett undantagskontrakt, som till exempel spannmål, potatis, bränsle, körslor, eller dagliga måltider i köparens hushåll. Det kunde förekomma att en änka bytte sin giftorätt vid arvskiftet mot ett sådant undantagskontrakt, som gällde livet ut eller tills hon gifte om sig.